# Грац 99-ерс
«Грац 99-ерс» (нім. EC Graz 99ers) — хокейний клуб із Граца, Австрія. Заснований у 1999 році. Виступає в Австрійській хокейній лізі. Домашні матчі приймає на «Айсштадіон Грац Лібенау», місткістю 4 050 глядачів.

## Історія
Клуб засновано у 1999 році на базі розформованої хокейної команди «Грац» і є його правонаступником.
Команда дебютувала в Національній лізі та в серії плей-оф переграли «Целль-ам-Зе» причому в четвертій грі ворота захищав молодий голкіпер Бернд Брюклер, котрий був третім воротарем, перший номер Маркус Шильхер підхопив ангіну, а запасний воротар Рене Фаллант отримав в цій грі пошкодження під час падіння. У вирішальній грі «Грац 99-ерс» поступався після першого періоду 0:2 та завдяки хет-трику Гельмута Кареля здобули перемогу в матчі та серії отримавши право дебютувати в хокейній Бундеслізі.
Перші сезони для клубу були досить вдалими для «Грац 99-ерс», команда посідала місця в середині таблиці та постійно потрапляла до плей-оф, де поступалась у чвертьфіналі.
Перед сезоном 2003–04 клуб посилився легіонерами, за підсумками сезону вони посіли підсумкове четверте місце та знову поступились в плей-оф цього разу «Клагенфурту». Наступний сезон став провальним для команди, вони фінішували за межами зони плей-оф.
Наступні два сезони «Грац 99-ерс» посідав останнє місце. Винятком став сезон 2007–08, цього разу вони фінішували передостанніми дев'ятими.
У сезоні 2008–09 хокеїсти з Граца вперше потрапили до плей-оф, де поступились у серії «Відень Кепіталс» 3–4.
За підсумками регулярної першості 2009–10 «Грац 99-ерс» вперше фінішував першим але в плей-оф поступились «Медвещак» (Загреб) 2–4.
Наступні три сезони команда з Граца за інерцією ще двічі потрапляла до зони плей-оф, де поступалась в першому раунді.
З сезону 2013–14 по 2015–16 «Грац 99-ерс» фінішує поза зоною плей-оф. Винятком стала першість 2016–17, підсумкове сьоме місце та програш «Ред Булл» (Зальцбург) у чвертьфіналі.
Сезон 2017–18 Грац завершив останнім. Наступного сезону «Грац 99-ерс» вдруге фінішує першим за підсумками регулярного сезону, а в плей-оф вперше потрапляє півфіналу, де поступається в серії «Клагенфурту» 0–4.

## Відомі гравці
- Томас Ванек

## Галерея

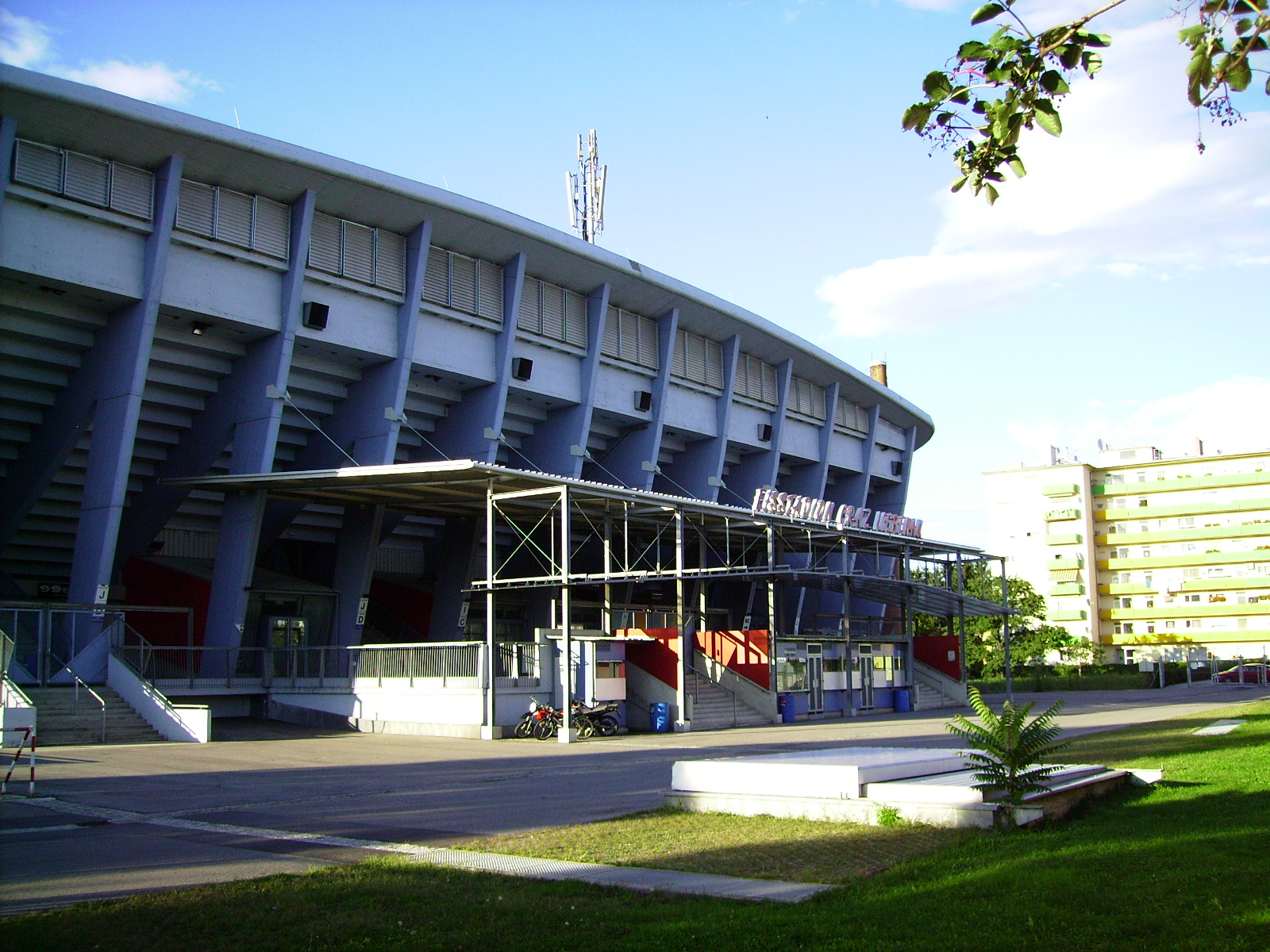
Айсштадіон Грац Лібенау
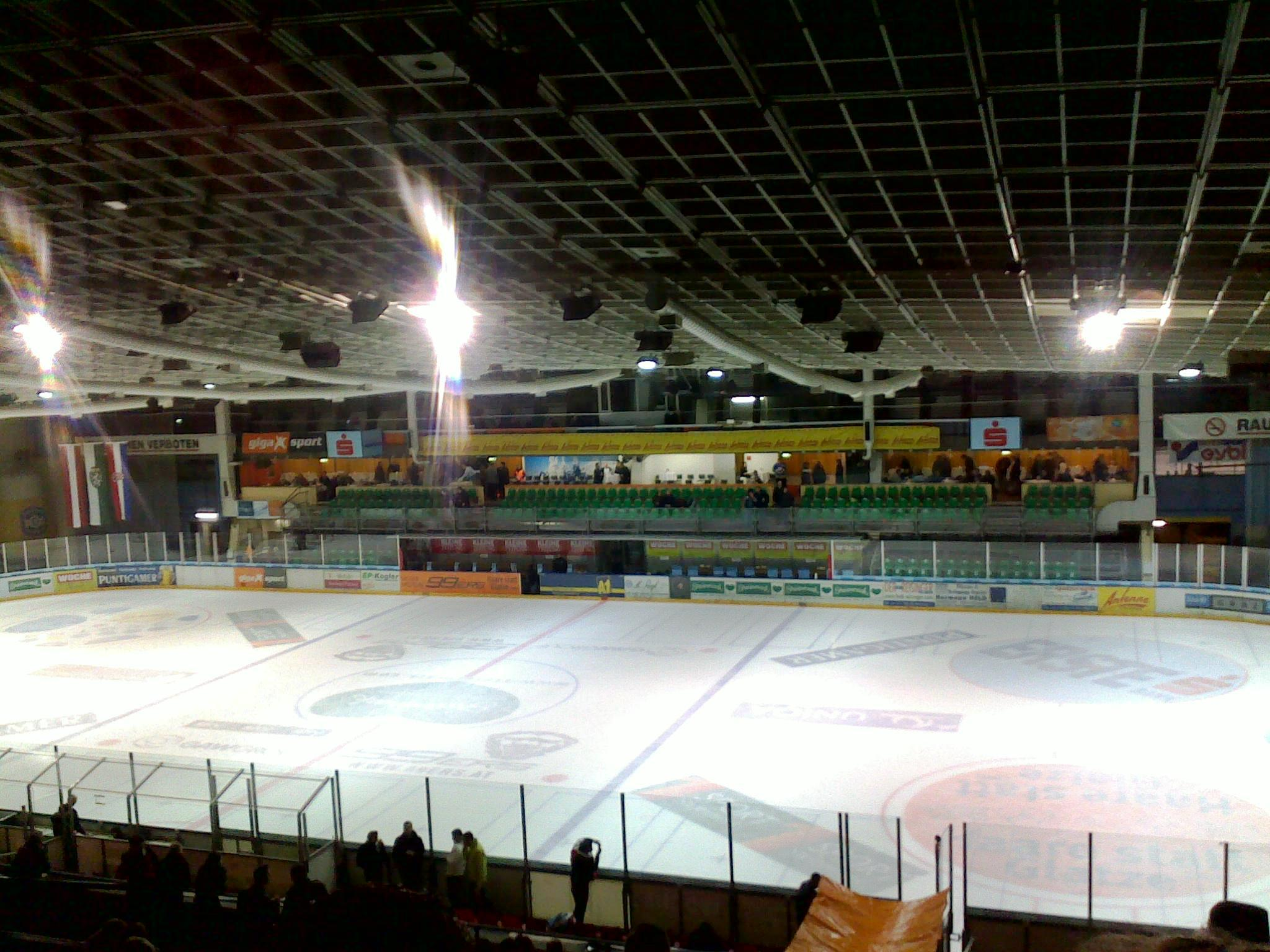
Інтер'єр
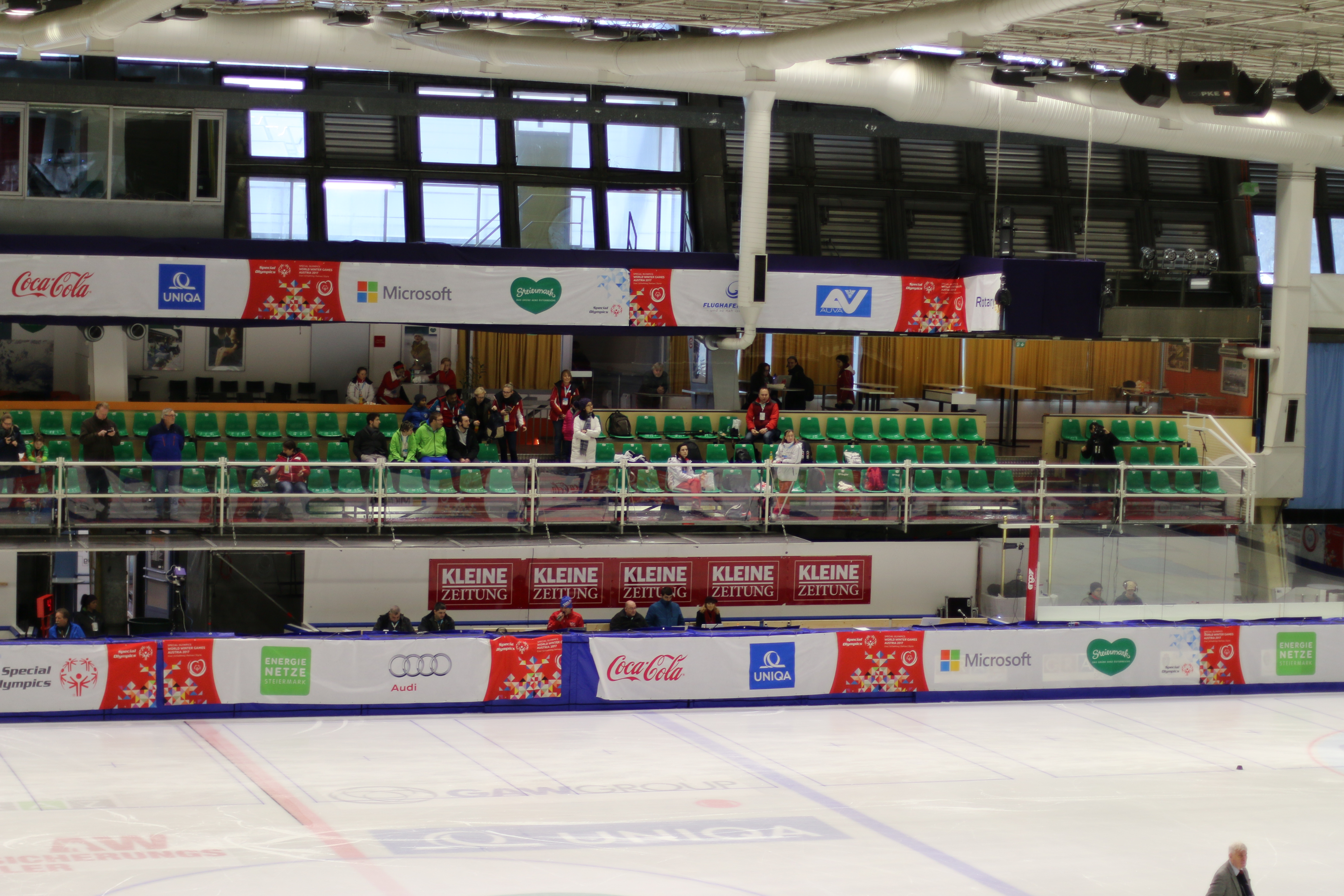
Інтер'єр
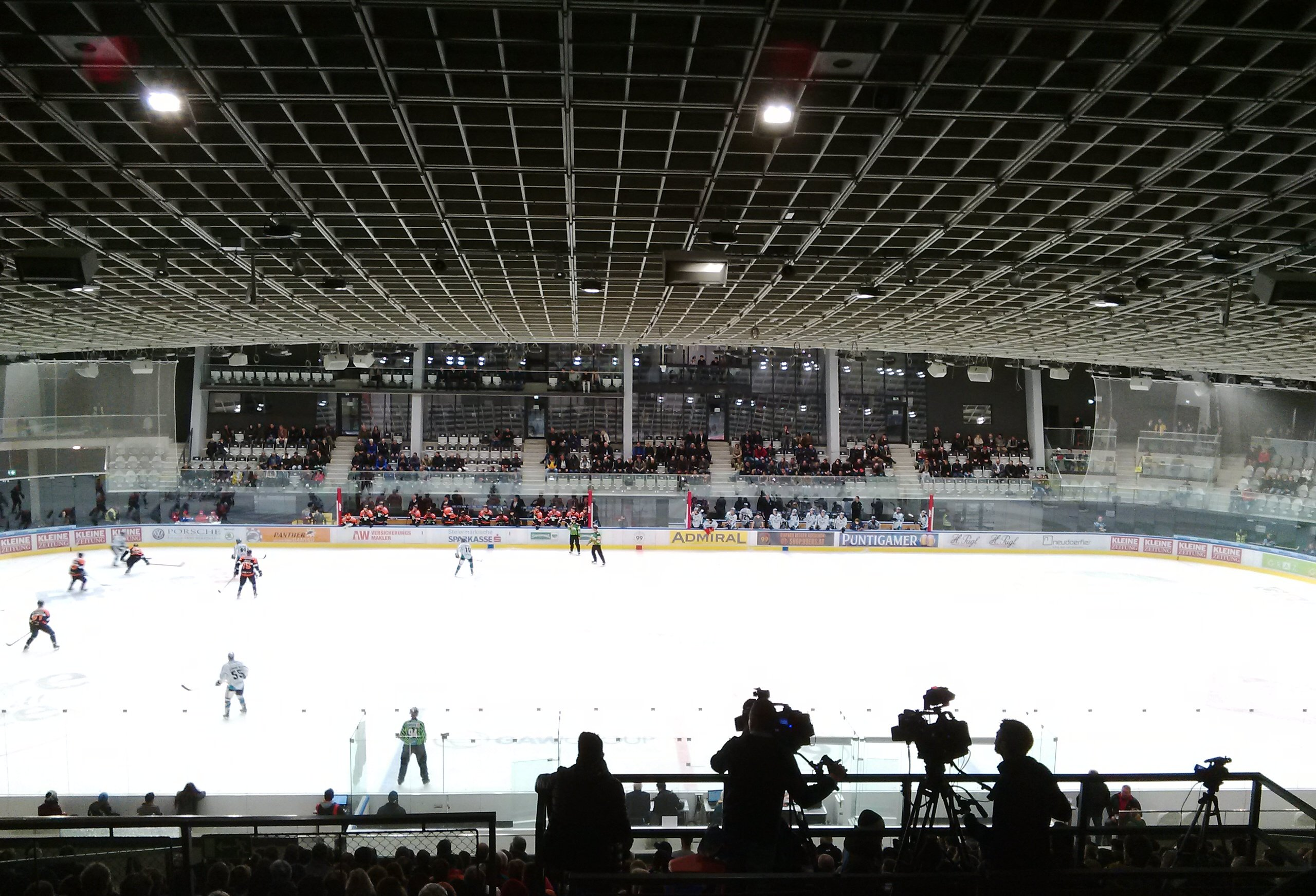
Матч